# Camenița
Camenița sau Camenița Podoliei (în ucraineană Кам'янець-Подільський, transliterat: Kameaneț-Podilskîi, Kamеnіța) este oraș regional în regiunea Hmelnîțkîi, Ucraina. Deși subordonat direct regiunii, orașul este și reședința raionului Camenița. 

## Denumirea

Stema istorică a Cameniței

Numele orașului vine de la kamin’ (în ucraineană камiнь) sau kamen, cuvânt ce înseamnă „piatră” în slava orientală veche. Numele în rusă și ucraineană conține o a doua parte care arată că orașul este vechea capitală a regiunii istorice Podolia.

## Geografie
Camenița se află în partea sudică a regiunii Hmelnîțkîi, în vestul Podoliei. Râul Smotrîh, afluent al Nistrului, curge prin oraș. Orașul ocupă o arie de 27,84 km² și se află la 101 km de capitala regiunii, orașul Hmelnîțkîi.

## Istorie

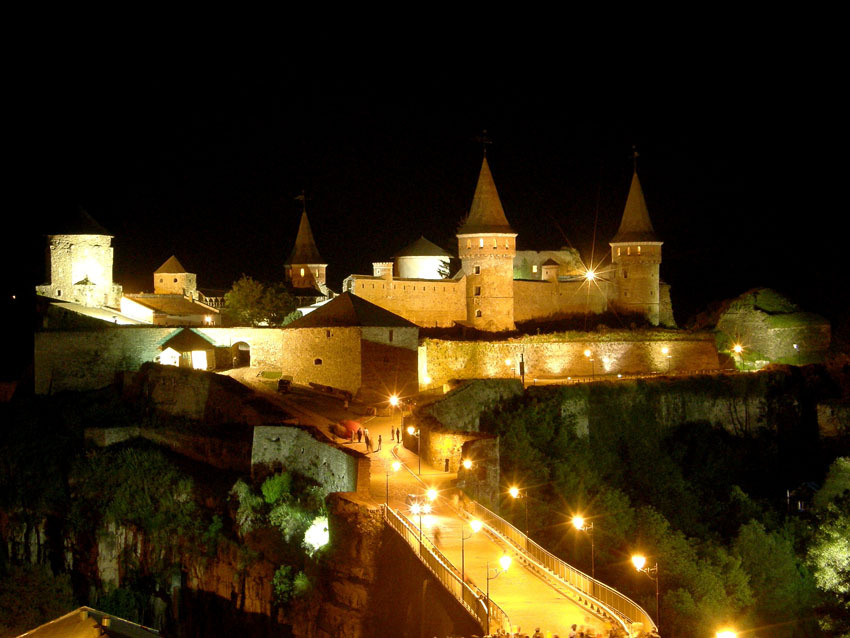
Castelul Camenița, 2008

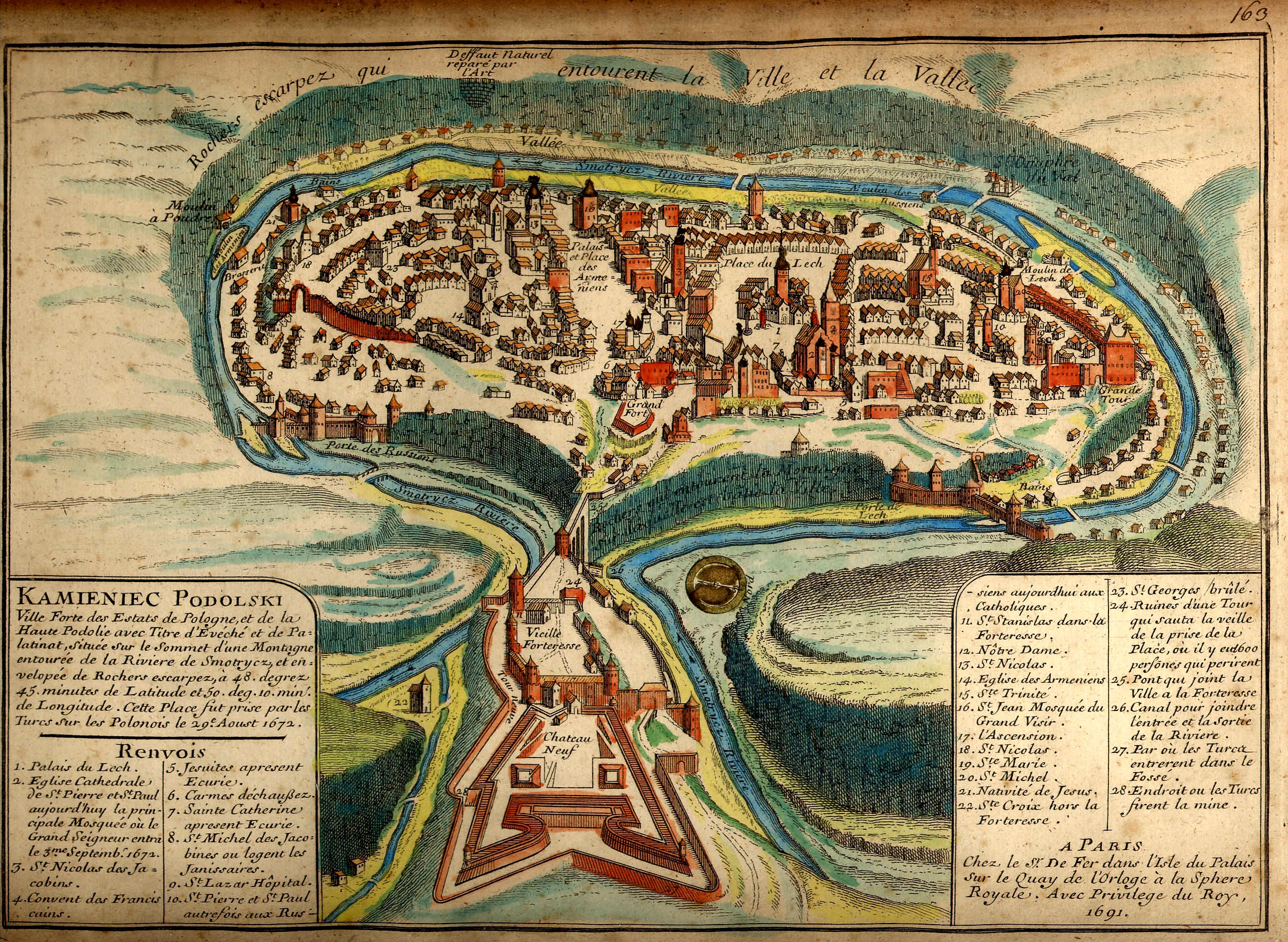
O hartă din 1691 în franceză care descrie cartierele vechi și castelul, înconjurate de râul Smotrîh

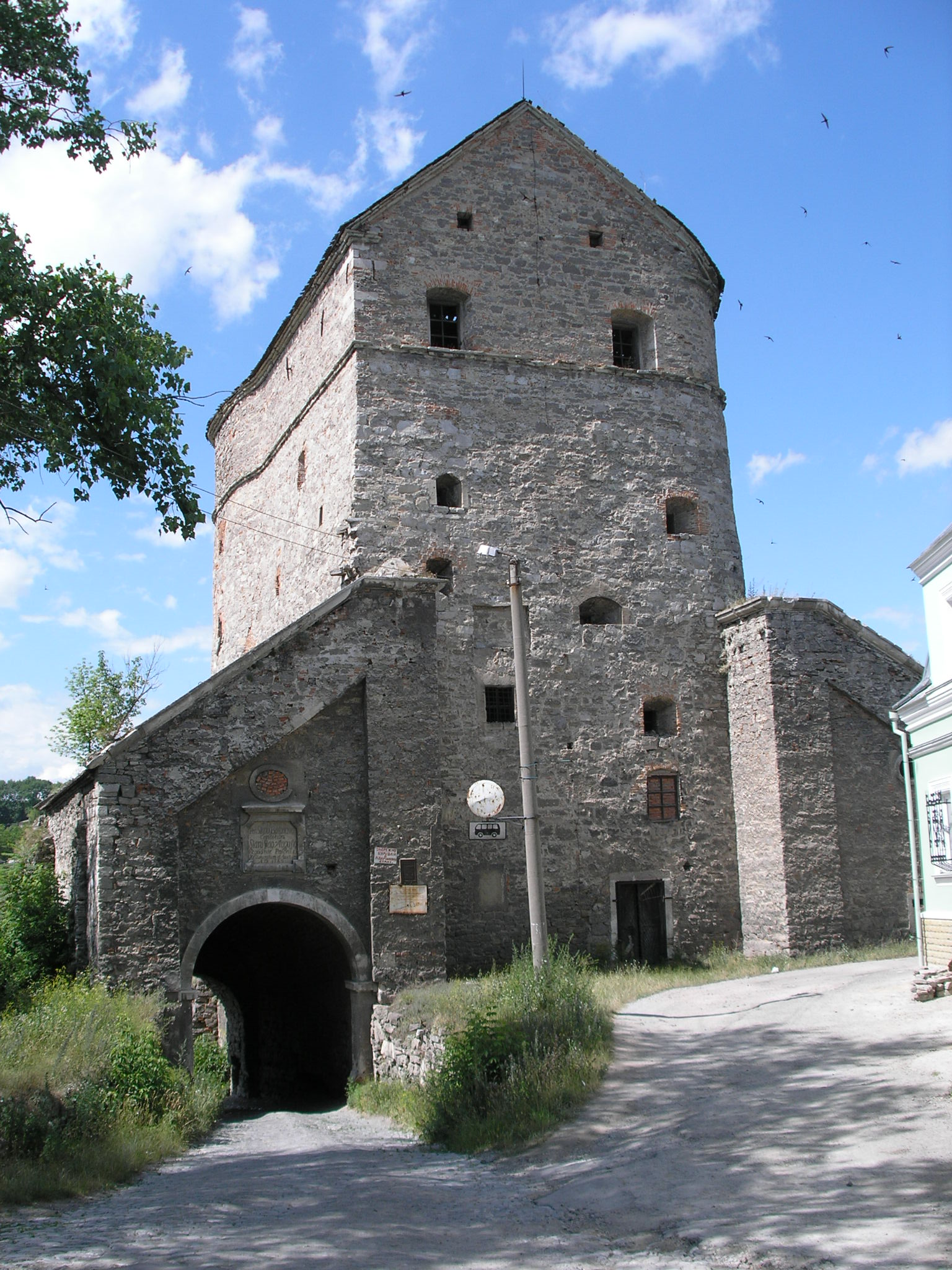
Poarta "Ștefan Báthory", parte a complexului de fortificații al Cameniței

### Antichitate
Mai mulți istorici consideră că în acest loc a fost un oraș înființat de dacii antici, care trăiau pe teritoriul actual al României, Republicii Moldova și parțial pe cel al Ucrainei. Orașul s-ar fi numit Petridava sau Klepidava, termeni ce provin din grecescul petra sau din latinescul lapis, ambele însemnând piatră și din sufixul dac dava care însemna cetate.

### Evul mediu
Camenița actuală este atestată documentar din 1062 ca oraș al Rusiei Kievene. În 1241, el a fost distrus de invadatorii mongoli. În 1352, el a fost anexat de regele Poloniei Cazimir al III-lea, și a devenit capitala voievodatului Podolia și sediul administrației civile și militare locale. Vechiul castel a fost reconstruit și extins de regii poloni cu scopul de a proteja Polonia de invaziile tătare și otomane dinspre sud.

### Perioada modernă
În timpul răscoalei lui Hmelnițki (1648–58), comunitatea evreiască a avut de suferit și de pe urma cazacilor lui Hmelnițki, cât și de pe urma atacurilor tătarilor crimeeni.
După tratatul de la Buczacz din 1672, orașul a făcut parte pentru scurt timp din Imperiul Otoman și a fost capitala elayetului Podolya. Pentru a contracara amenințarea turcească cu care se confrunta Uniunea Polono-Lituaniană, regele Ioan III Sobieski a construit în apropiere o altă fortăreață, Okopy Świętej Trójcy („cetatea Sfintei Treimi”). În 1699, orașul a fost retrocedat Poloniei conduse de regele August al II-lea prin tratatul de la Karlowitz. Cetatea a continuat să fie mărită și era considerată cea mai redutabilă din Uniunea Polono-Lituaniană. În ruinele cetății încă se mai găsesc ghiulelele înfipte în ele cu ocazia diverselor asedii.
Pe la mijlocul secolului al XVIII-lea, Camenița a devenit centrul violentului conflict între evreii talmudiști și frankiști; în oraș a locuit episcopul Dembowski, susținător al frankiștilor și care a ordonat arderea Talmudului, ordin executat pe străzile orașului în 1757.
După a doua împărțire a Poloniei în 1793, orașul a făcut parte din Imperiul Rus, în care a fost capitala guberniei Podolia. Țarul Petru cel Mare, care a vizitat cetatea de două ori, a fost impresionat de fortificațiile acesteia. Unul dintre turnuri a fost folosit drept temniță pentru Ustîm Karmeliuk, un lider al țărănimii răsculate la începutul secolului al XIX-lea, care a reușit să evadeze de acolo de trei ori.
În Camenița a locuit și bogatul Joseph Yozel Günzburg. În a doua jumătate a secolului al XIX-lea, numeroși evrei au emigrat din oraș către Statele Unite, în special spre New York, unde au organizat mai multe societăți.

### Războaiele mondiale și perioada sovietică
În timpul Primului Război Mondial, orașul a fost ocupat, în 1915, de trupele austro-ungare. Odată cu prăbușirea Imperiului Rus, în 1917, orașul a fost inclus în câteva efemere state ucrainene: Republica Populară Ucraineană, Hatmanatul și Directoratul, și a ajuns să facă parte din RSS Ucraineană, după ce Ucraina a căzut în mâinile bolșevicilor. În timpul Directoratului, Camenița a fost capitala de-facto a Ucrainei, după ocuparea Kievului de către comuniștii ruși. În timpul Războiului Polono-Sovietic, orașul a fost capturat de armata polonă, dar a fost cedat Rusiei Sovietice prin tratatul de la Riga din 1921.
Polonezii și ucrainenii dominau populația orașului. Ca centru comercial, însă, Camenița a fost un oraș multietnic și multireligios, cu minorități evreiești și armenești considerabile. Sub dominația sovietică, a fost supus numeroaselor persecuții, majoritatea polonezilor și ucrainenilor fiind deportați forțat în Siberia. Masacre cum ar fi masacrul de la Vinița au avut loc în toată Podolia, ultimul bastion al militanților pentru independența Ucrainei. La început, Camenița a fost centrul administrativ al regiunii Camenița din RSS Ucraineană, dar, ulterior, reședința regiunii s-a mutat la Proskuriv (astăzi Hmelnîțkîi).
În decembrie 1927 revista TIME a relatat despre răscoalele țărănești și muncitorești împotriva guvernului sovietic și a colectivizării în URSS, desfășurate în sudul Ucrainei și în orașele Moghilău, Camenița, Tiraspol și altele. În ziarele românești au apărut informații privind trimiterea de trupe de la Moscova în regiune pentru suprimarea revoltelor, soldată cu 4000 de morți. Presa oficială a Kremlinului a negat aceste informații.
În 27–28 august 1941 a avut la Camenița loc unul din primele și cele mai mari omoruri în masă ale Holocaustului. În aceste două zile, 23.600 de evrei au fost uciși, majoritatea deportați din Ungaria (14.000–16.000), restul evrei polonezi din regiune. Masacrul de la Camenița a fost prima acțiune a naziștilor din cadrul „Soluției Finale”, iar numărul victimelor a fost de ordinul zecilor de mii. Martorii oculari au relatat că cei care au comis aceste omoruri n-au încercat să-și ascundă acțiunile față de localnici.

### Ucraina independentă
Din 24 august 1991, Kamianets-Podilskyi face parte din Ucraina independentă și este un important centru economic, cultural, educațional și turistic al statului.

## Demografie
Componența lingvistică a orașului Camenița
     Ucraineană (91,22%)
     Rusă (7,08%)
     Alte limbi (1,7%)
Conform recensământului ucrainean din 2001, majoritatea populației orașului Camenița era vorbitoare de ucraineană (91,22%), existând și o minoritate de vorbitori de rusă (7,08%).
În 2015, s-a estimat că populația ar fi de 101.728 de locuitori. 

## Orașe gemene
Kamianets-Podilskyi este înfrățită cu:
- Dolný Kubín, Slovacia
- Kalisz, Polonia
- Zalău, România
- Brantford, Canada
- Wiesbaden, Germania
- Kutna Hora, Republica Cehă
- Mariestad, Suedia

## Galerie de imagini

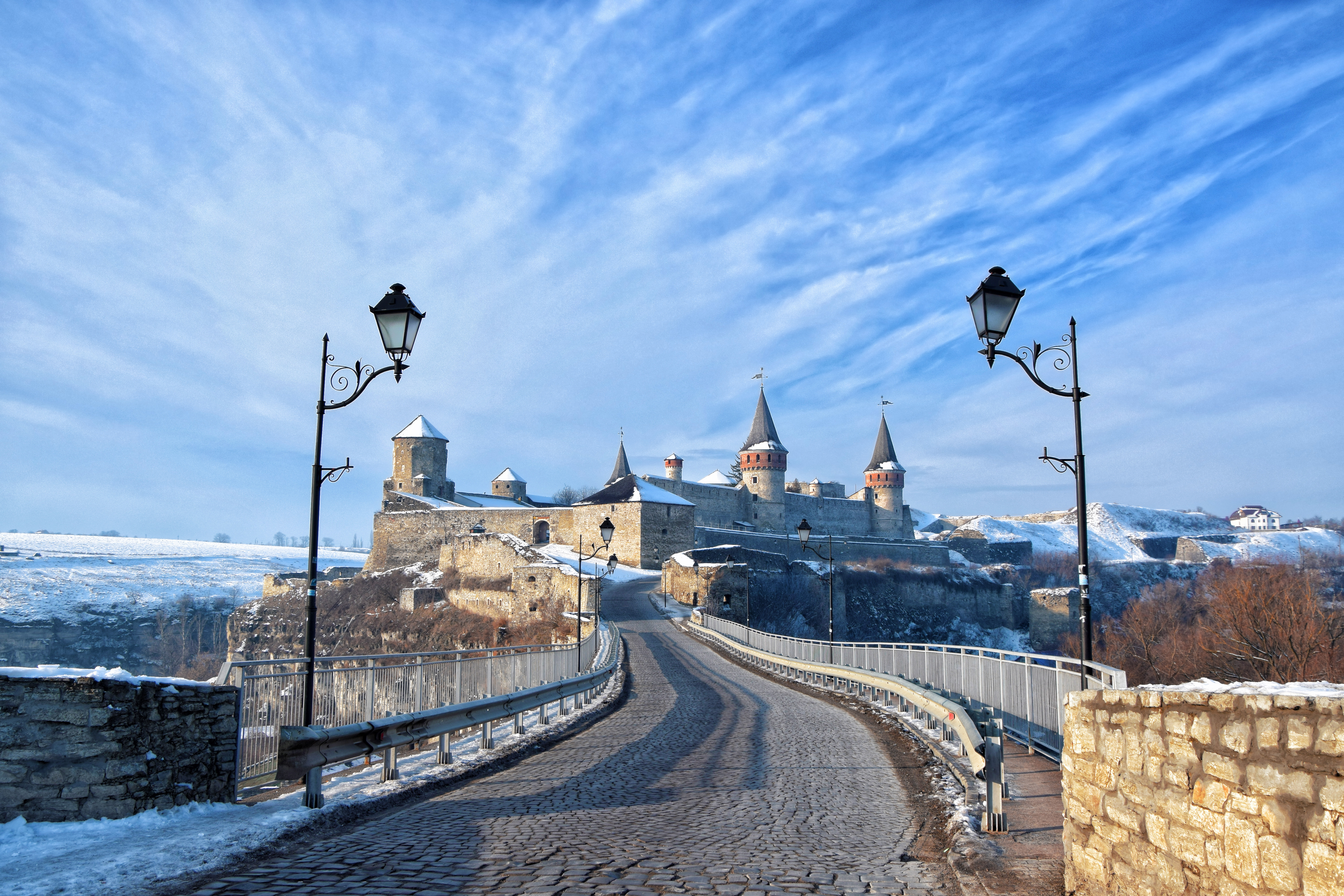
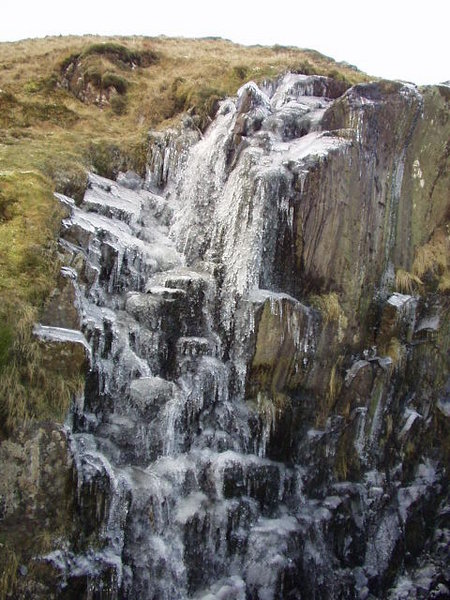
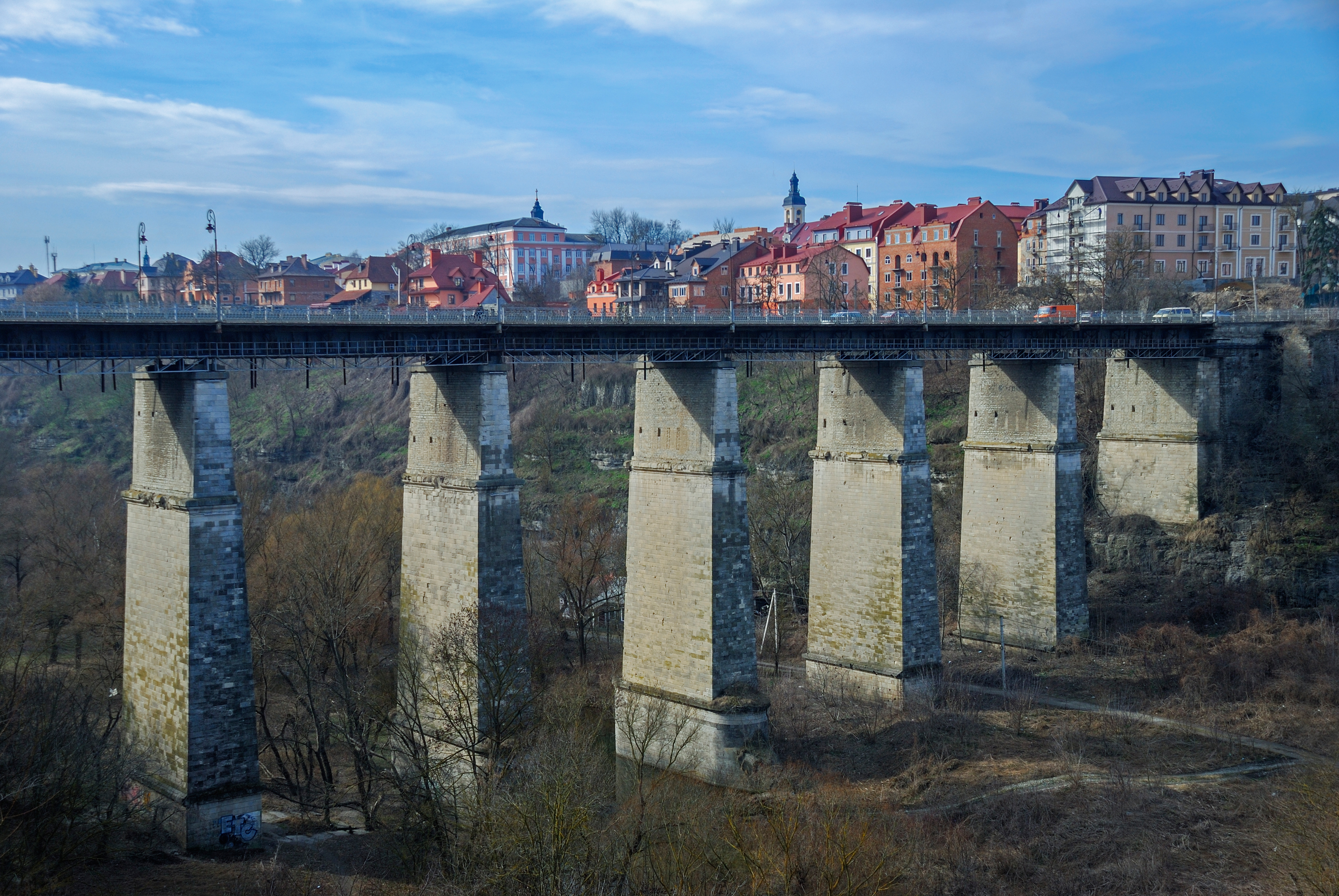
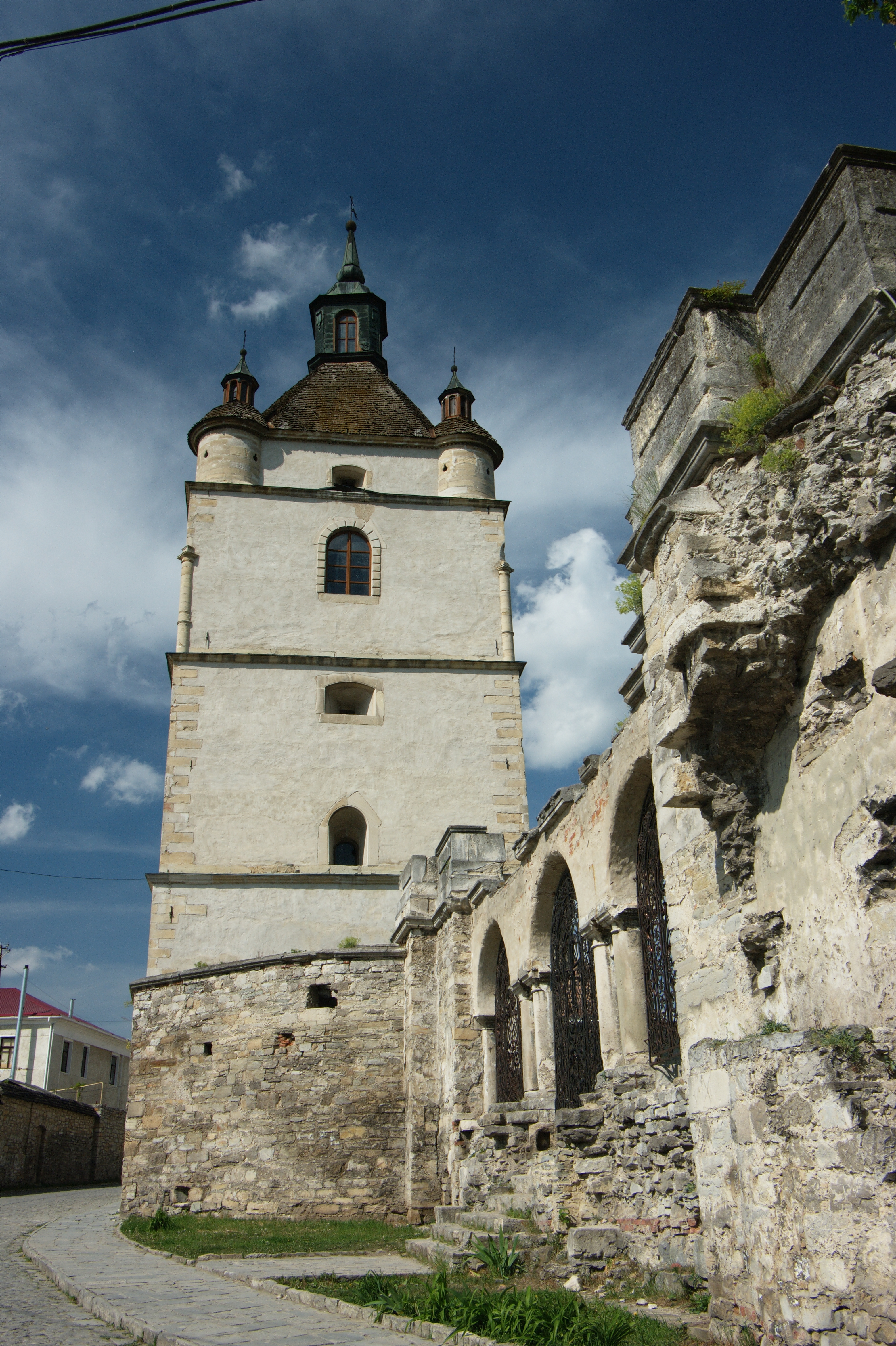
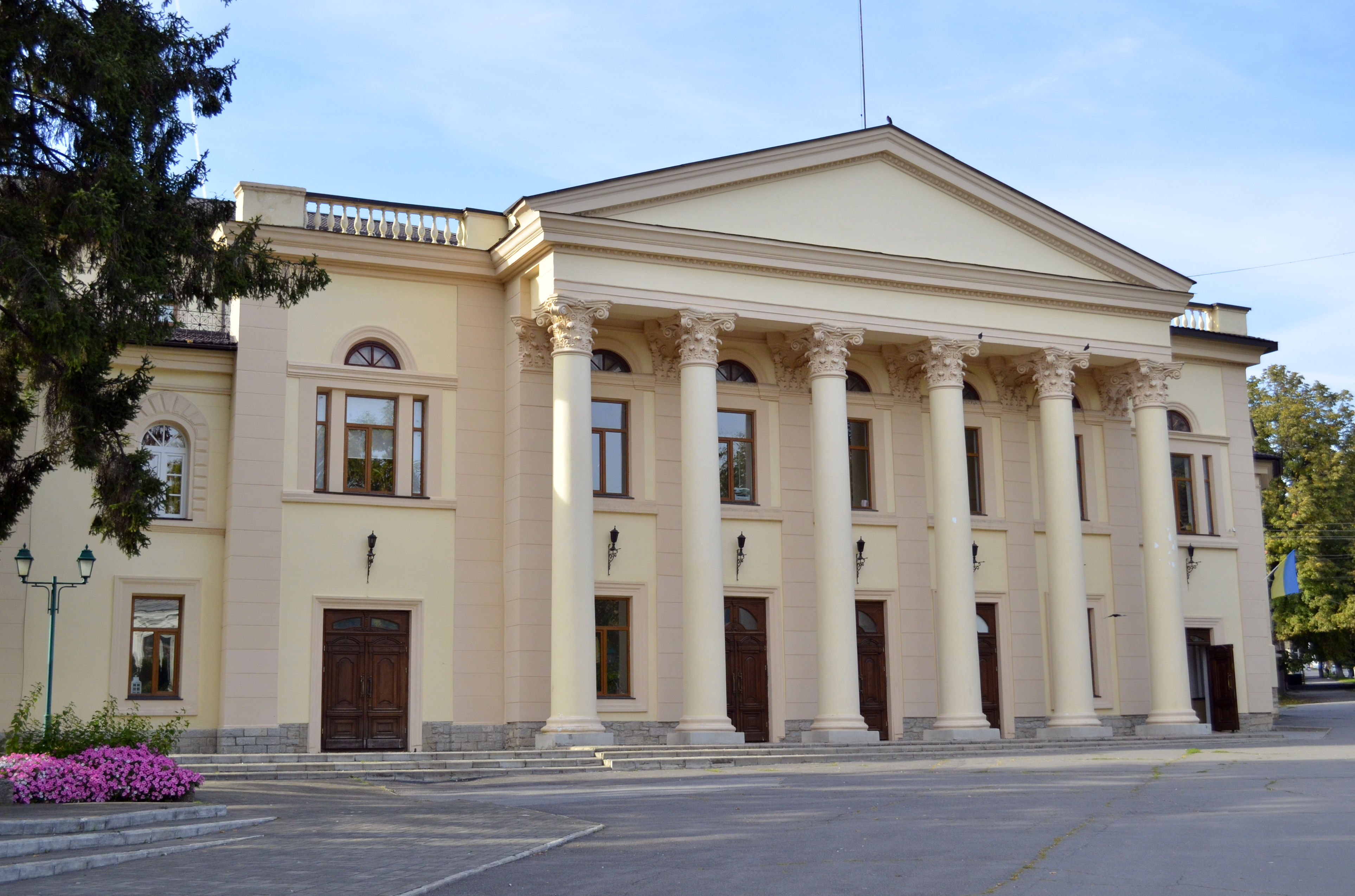
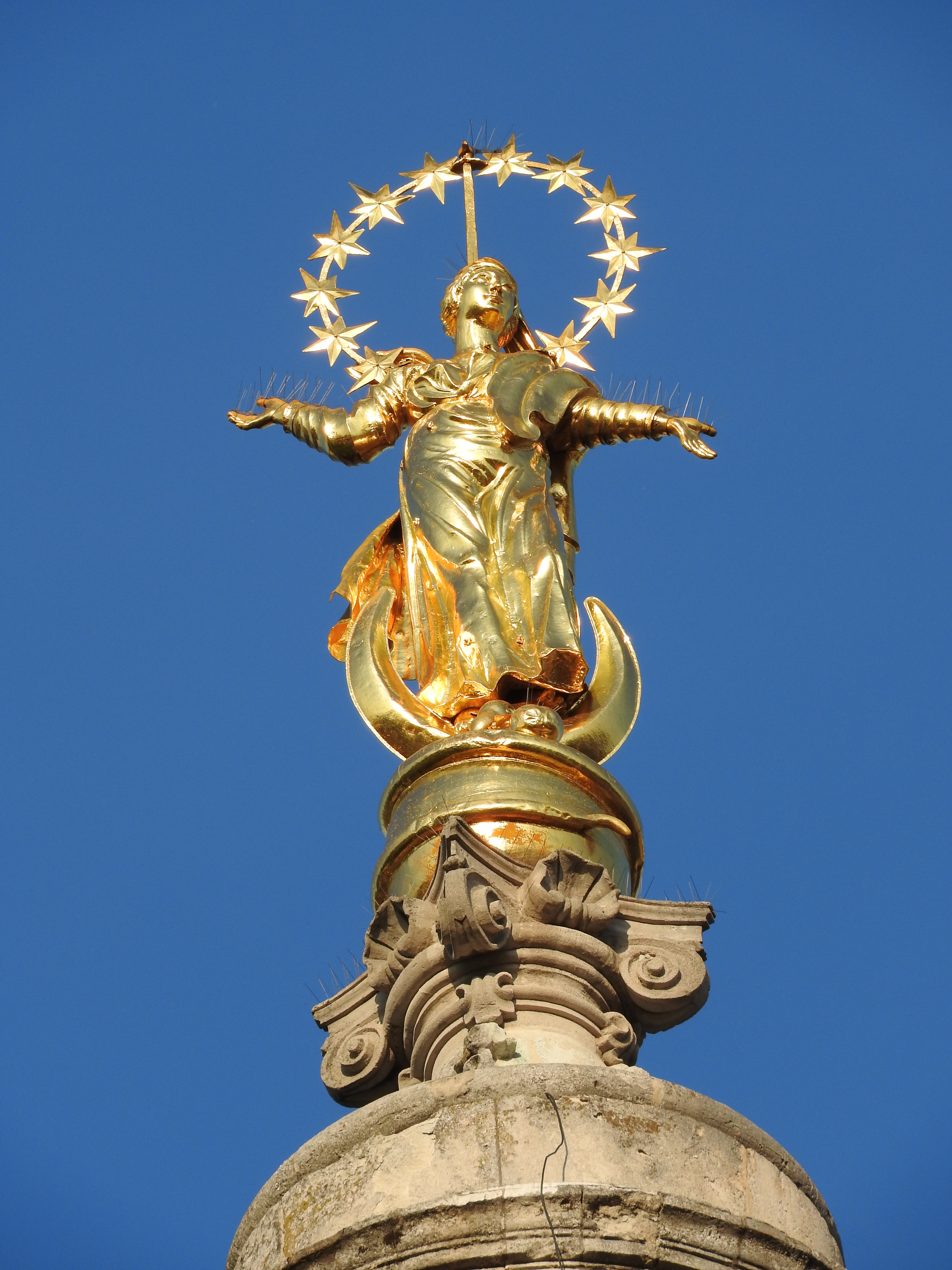
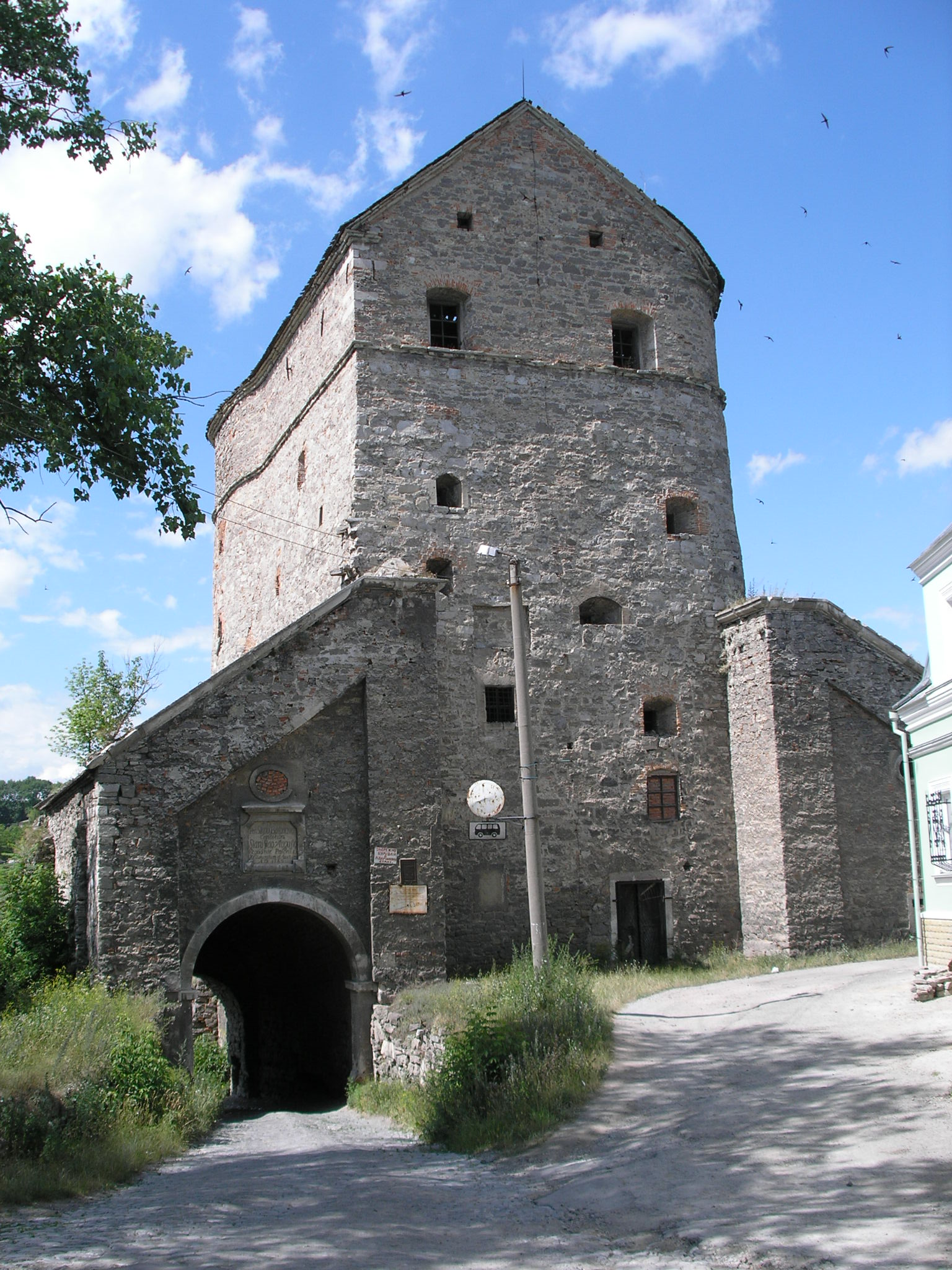
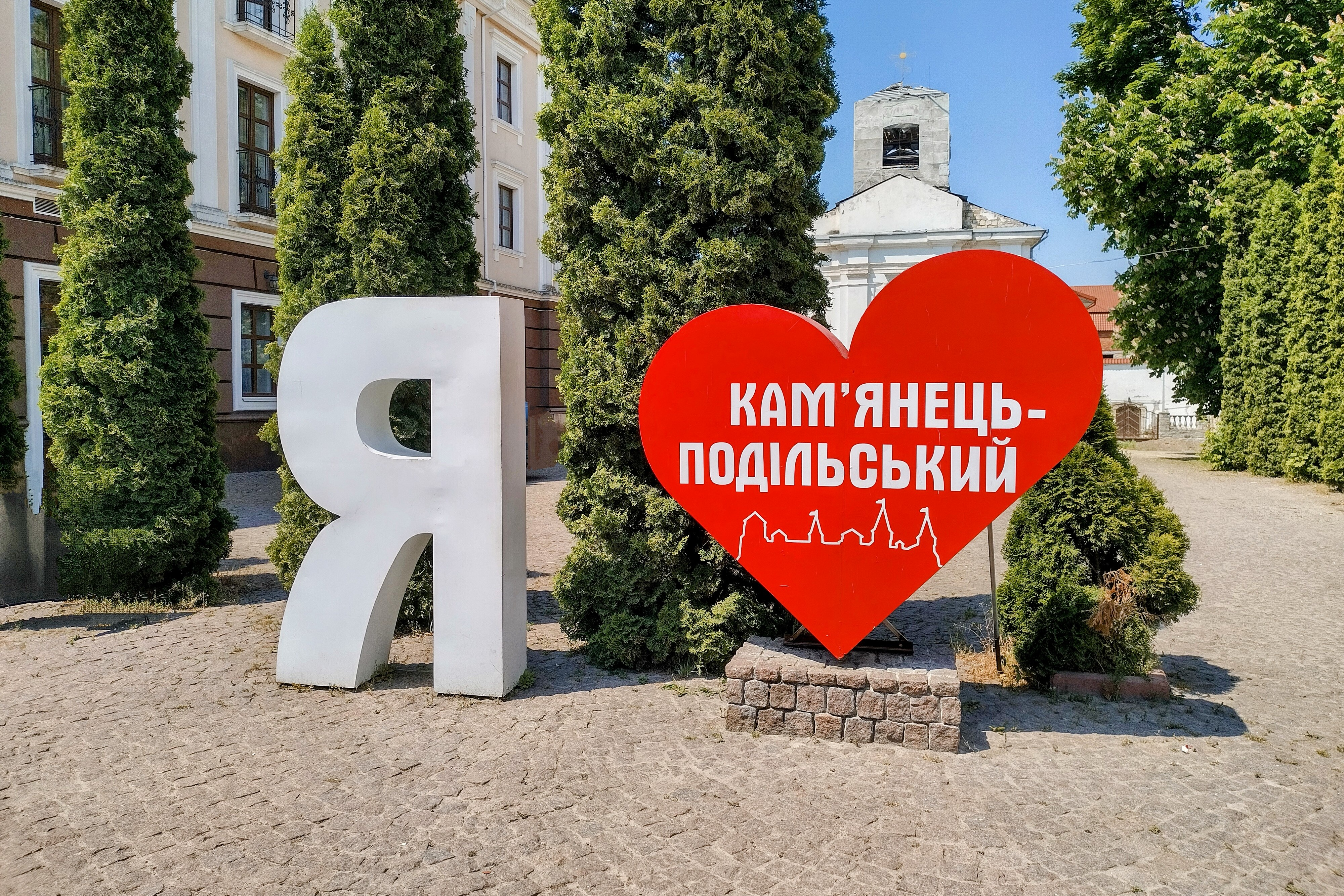
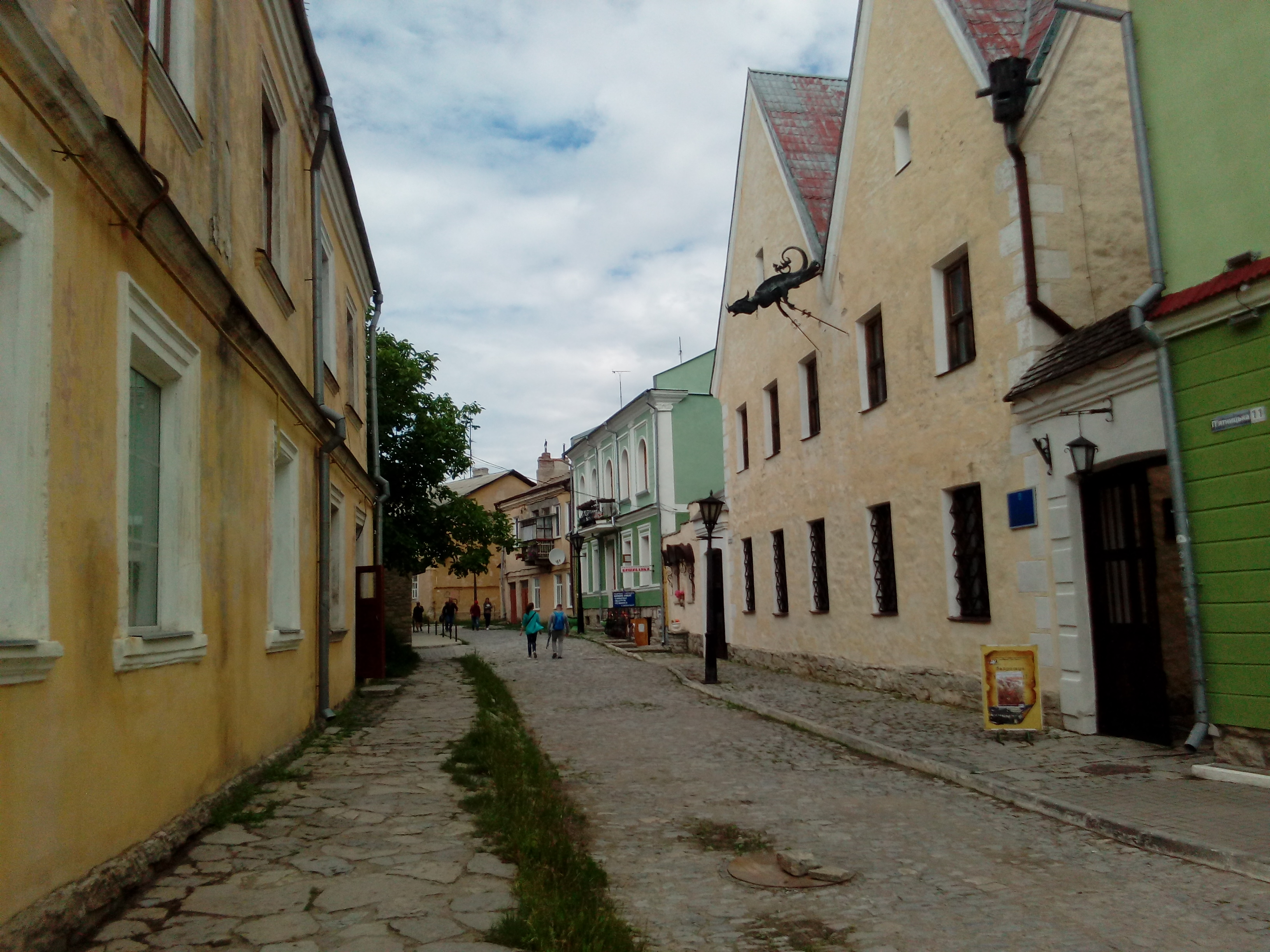
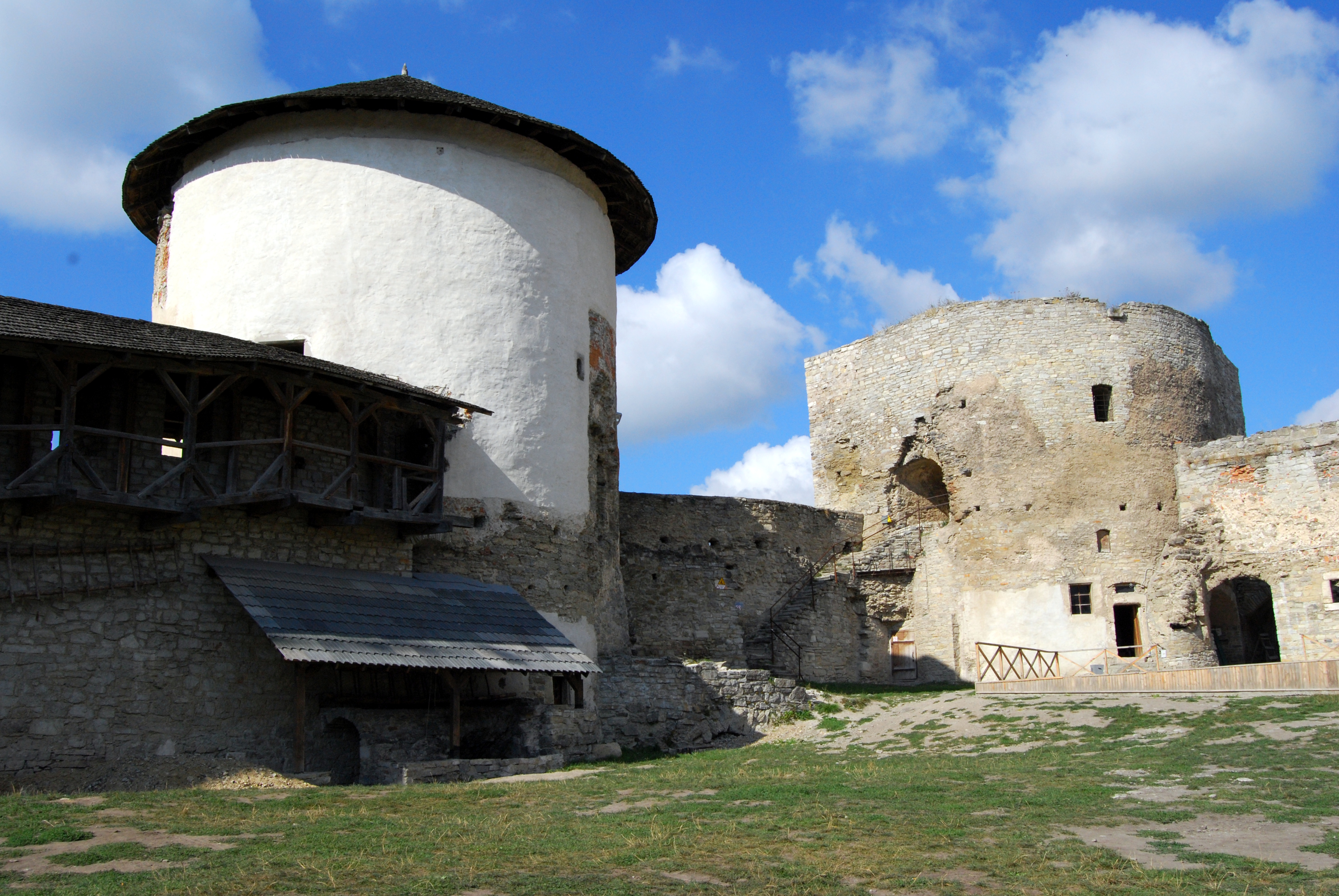
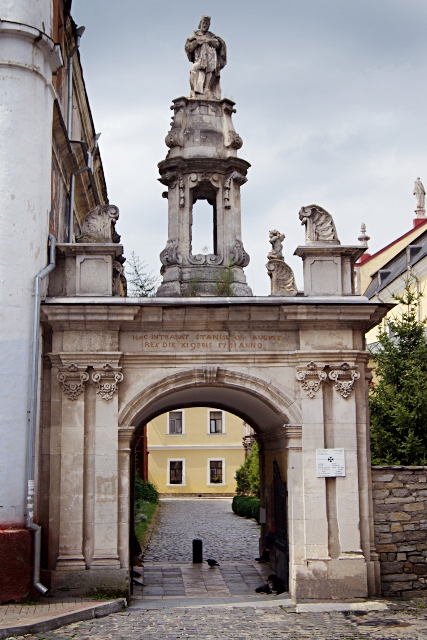
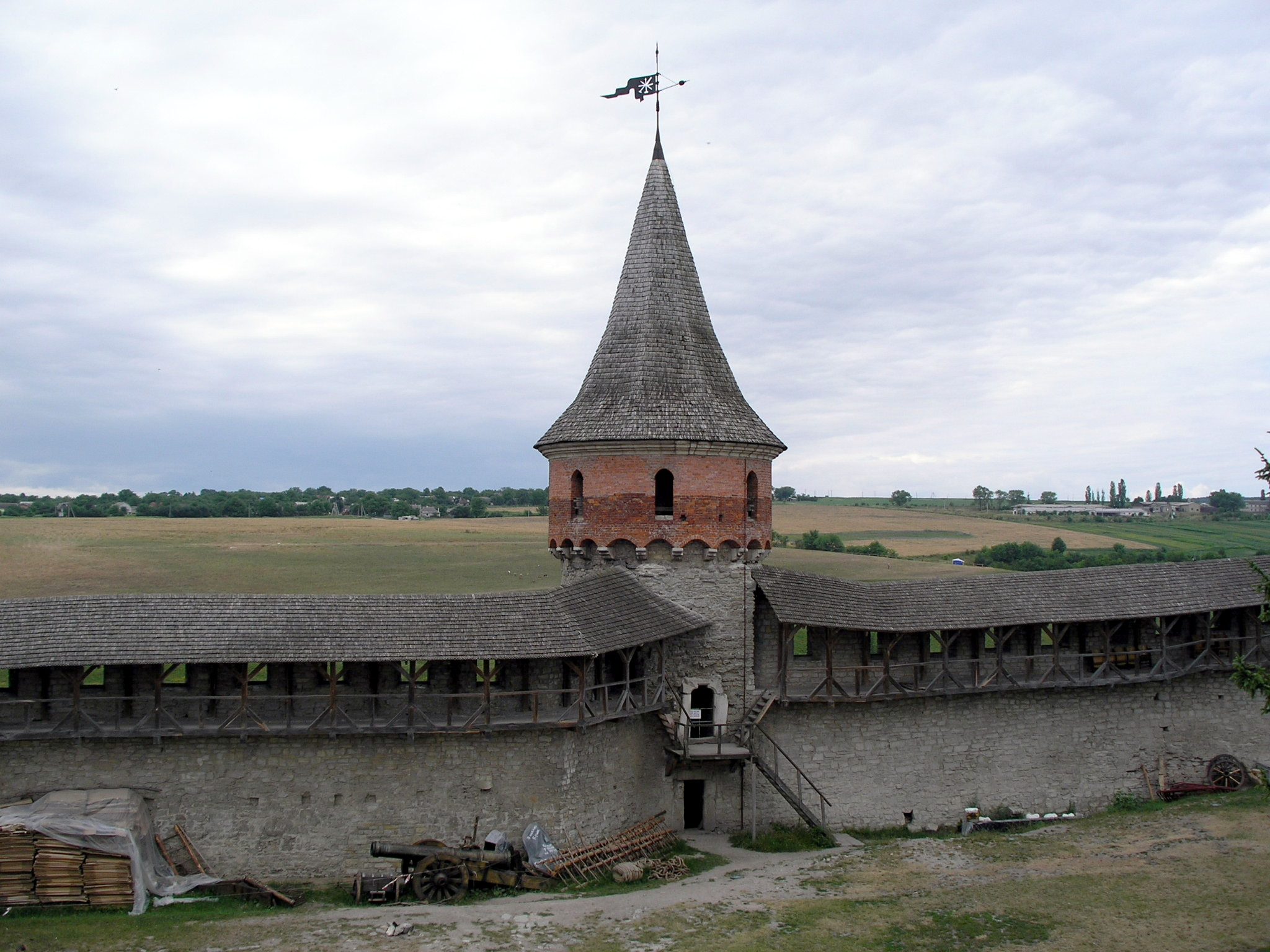
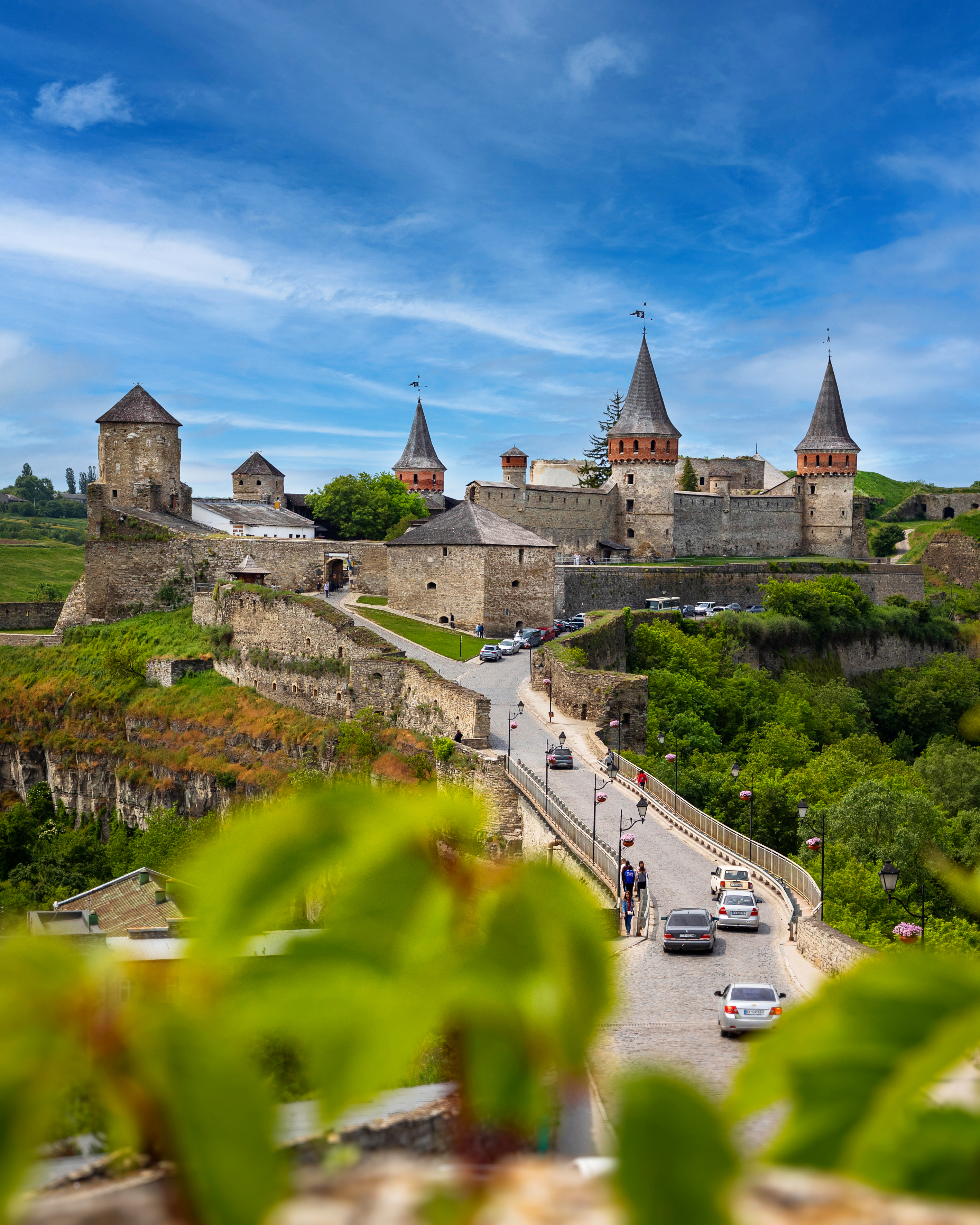
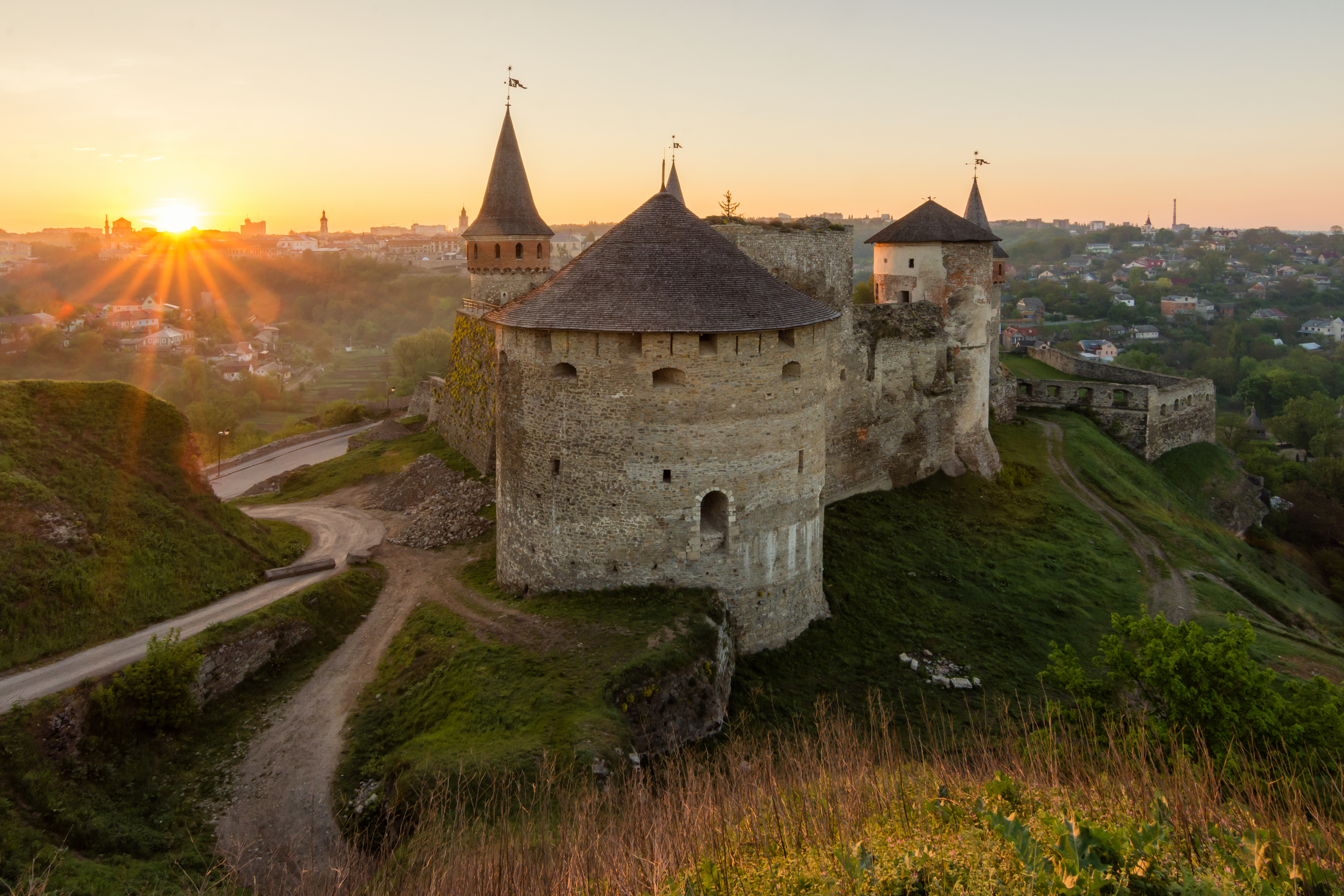
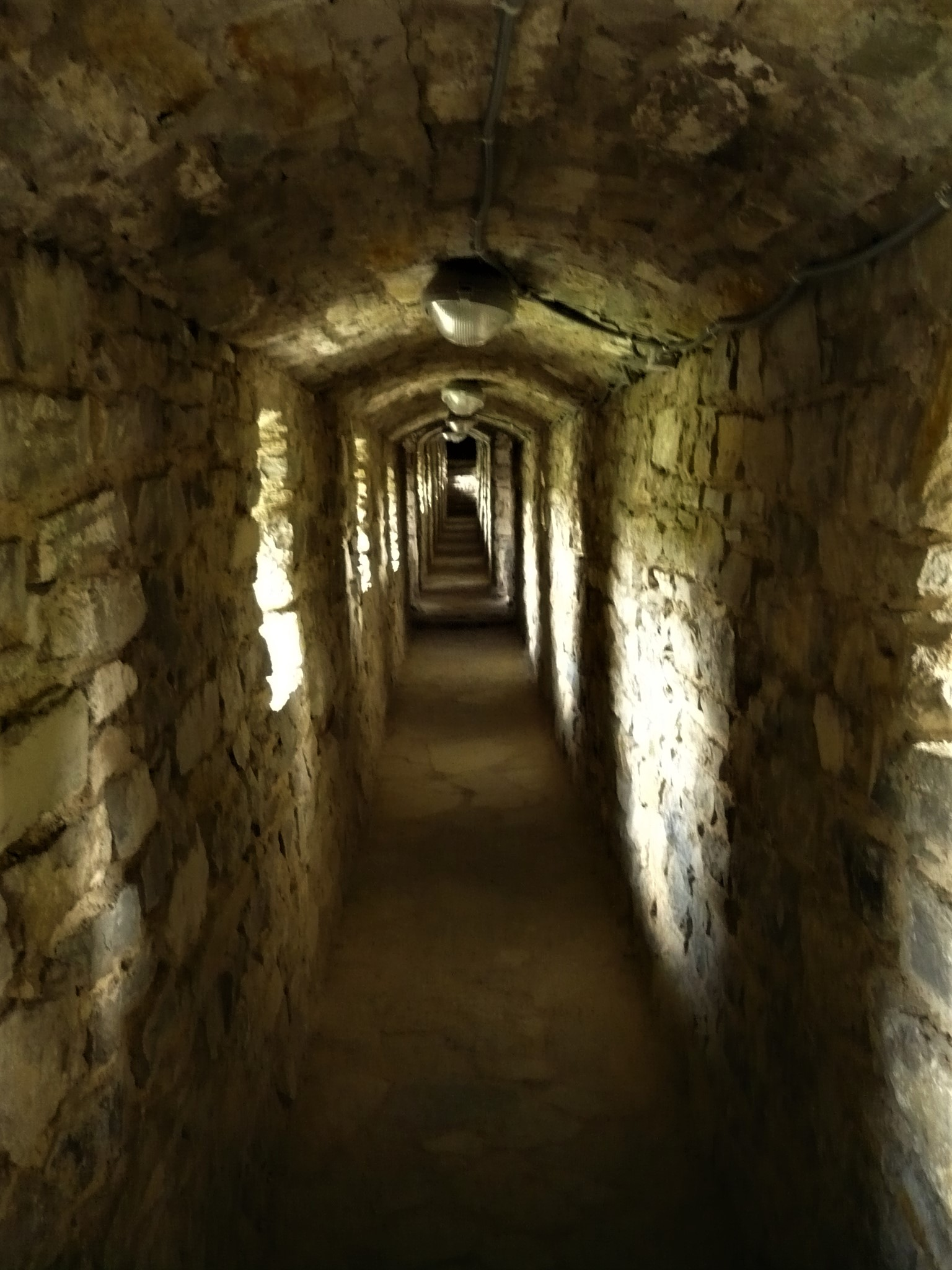
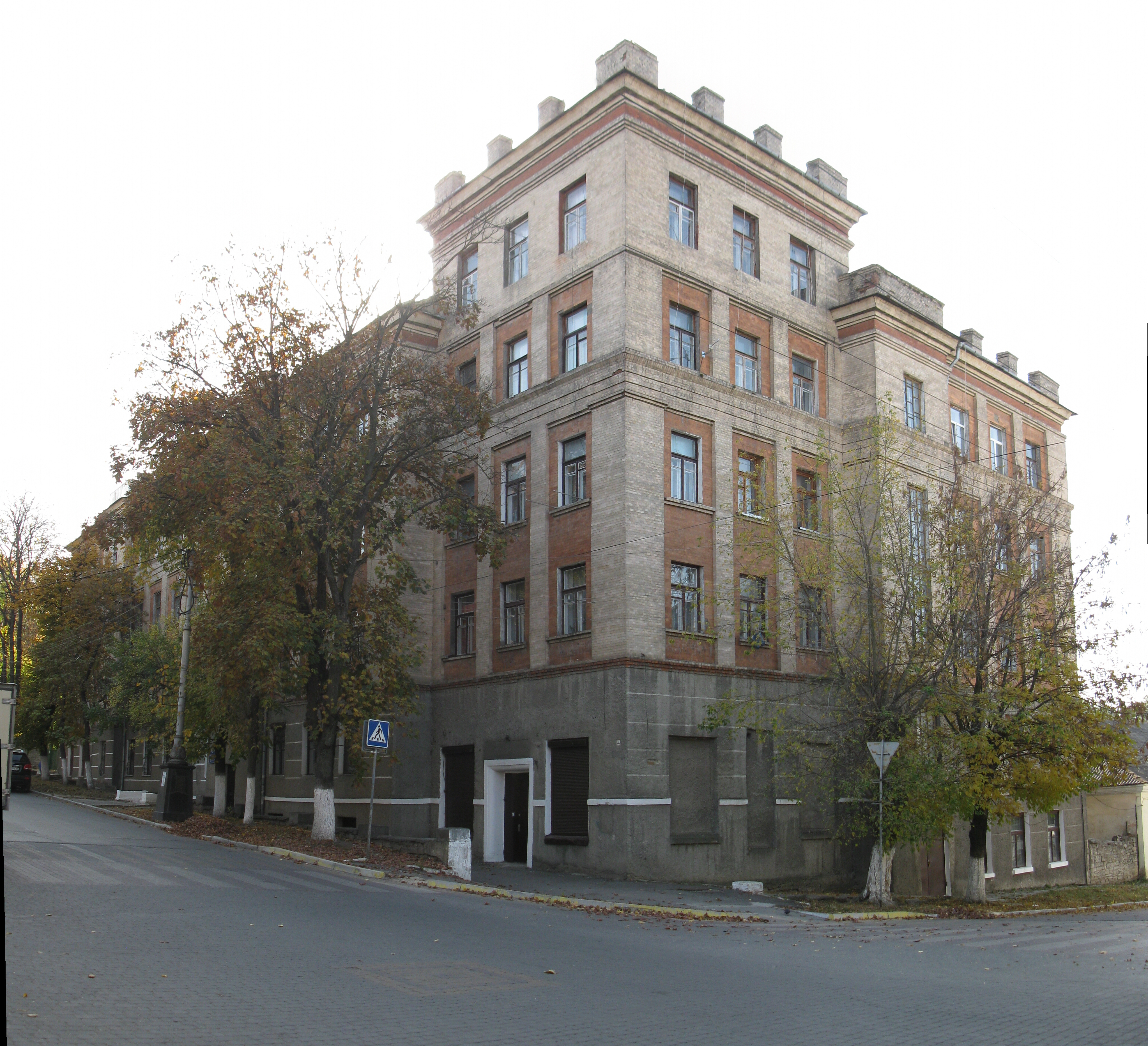
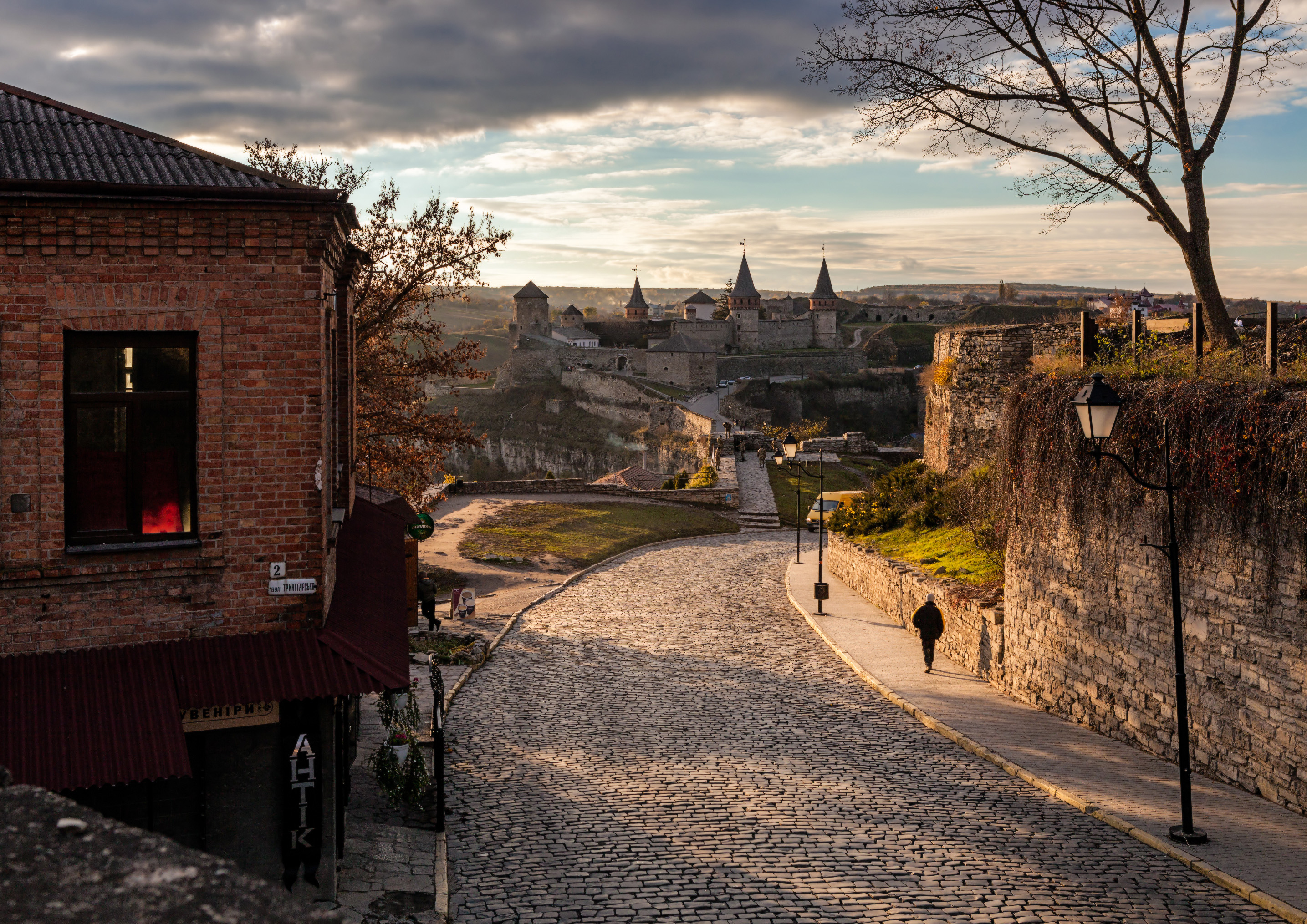
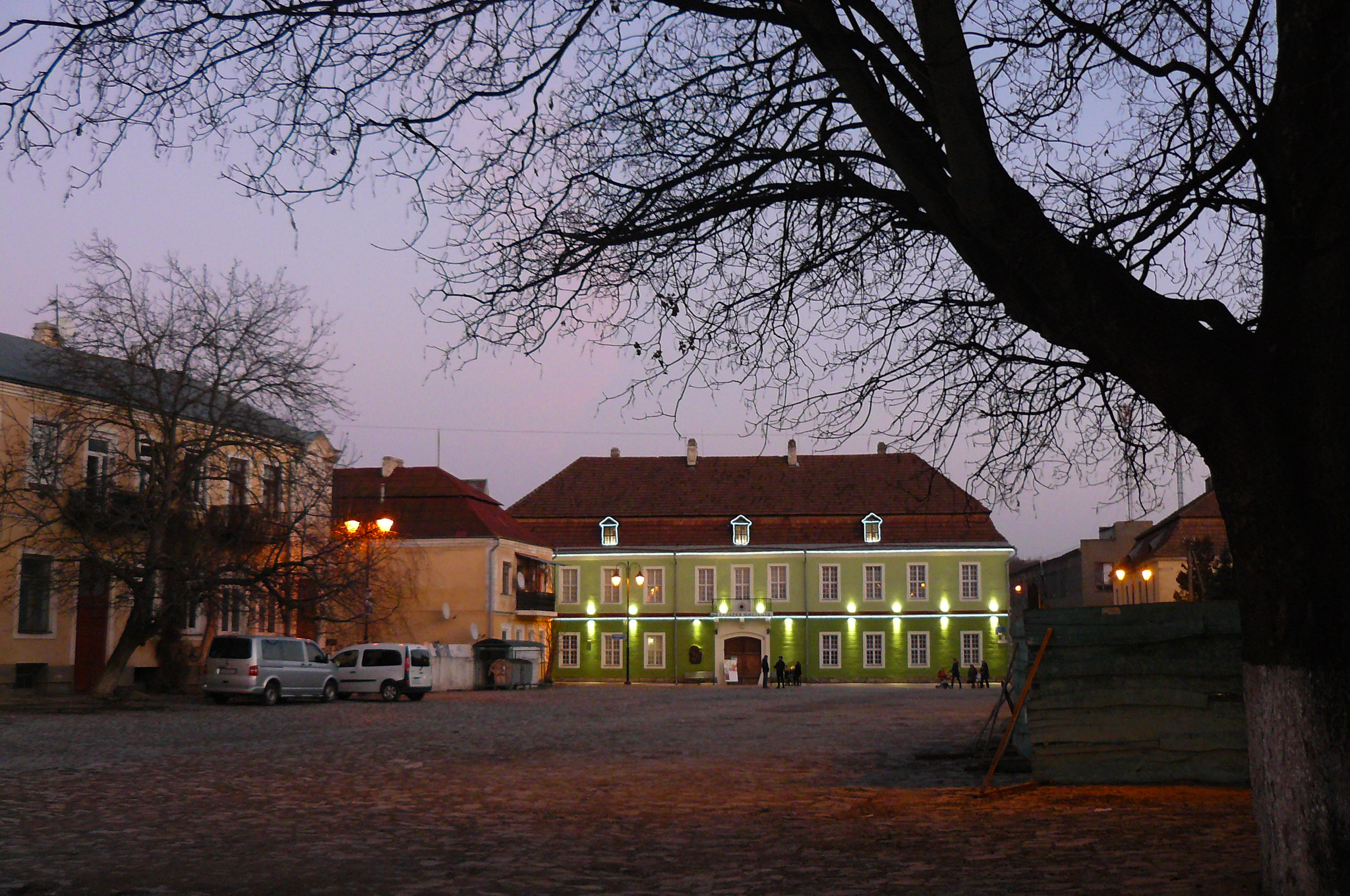
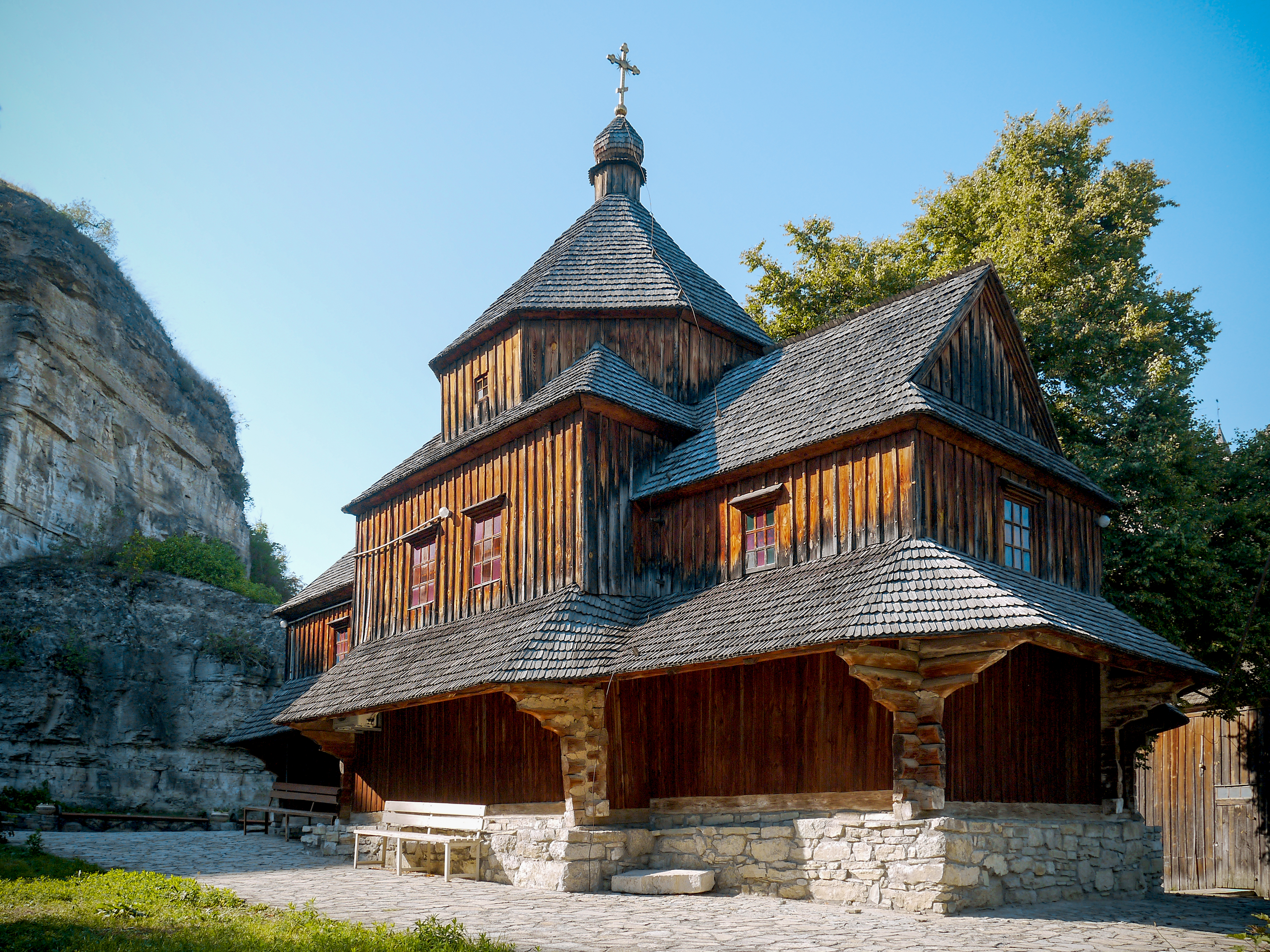
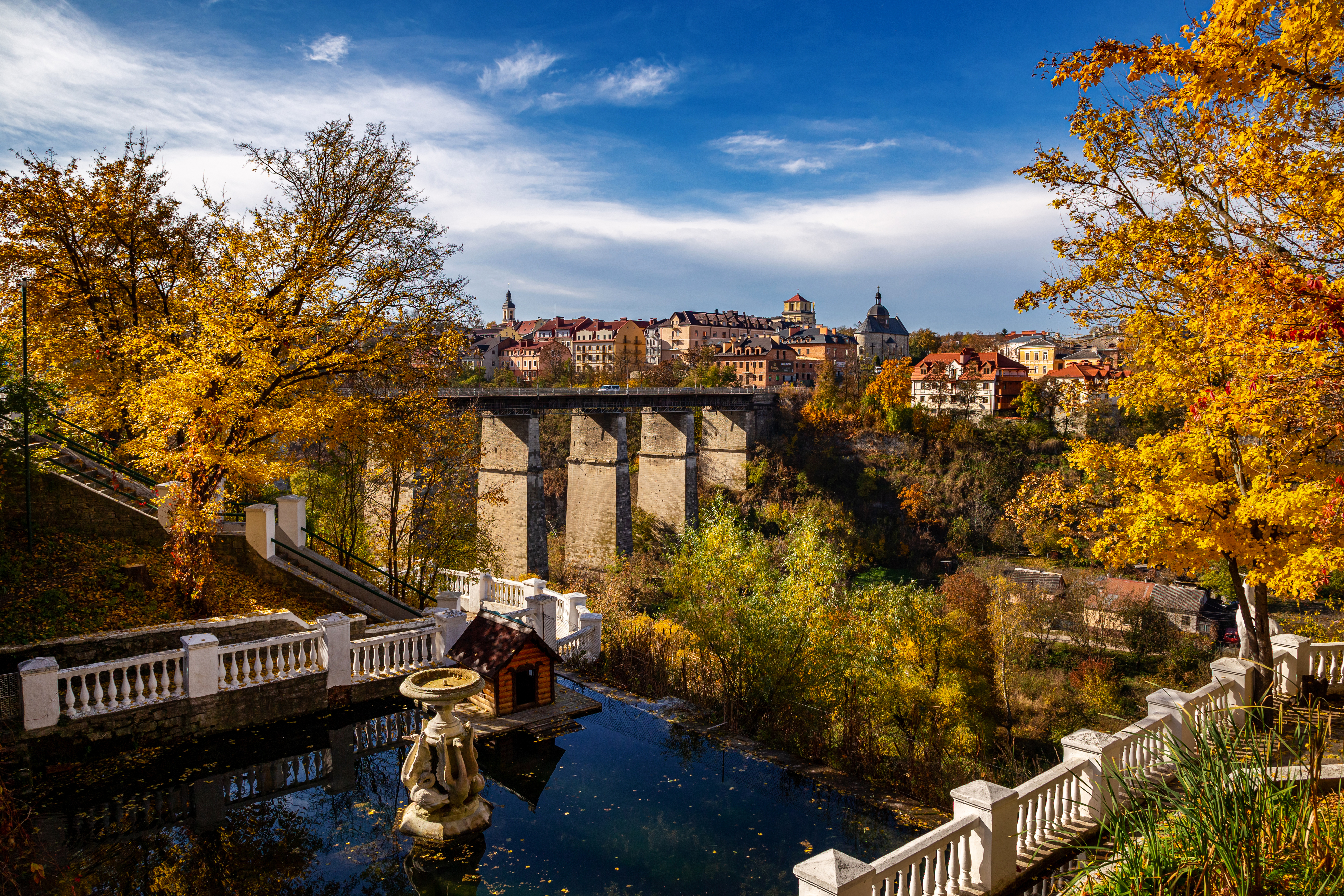